# Сен-Маден
Сен-Маде́н (фр. Saint-Maden, брет. Sant-Maden, галло Saent-Maden) — коммуна во Франции, находится в регионе Бретань. Департамент — Кот-д’Армор. Входит в состав кантона Брон. Округ коммуны — Динан.
Код INSEE коммуны — 22312.

## География
Коммуна расположена приблизительно в 340 км к западу от Парижа, в 38 км северо-западнее Ренна, в 55 км к востоку от Сен-Бриё.

## Население
Население коммуны на 2016 год составляло 230 человек.
| 1962 | 1968 | 1975 | 1982 | 1990 | 1999 | 2008 | 2016 |
| ---- | ---- | ---- | ---- | ---- | ---- | ---- | ---- |
| 295  | 282  | 272  | 283  | 246  | 206  | 206  | 230  |

## Экономика
В 2007 году среди 116 человек в трудоспособном возрасте (15—64 лет) 91 были экономически активными, 25 — неактивными (показатель активности — 78,4 %, в 1999 году было 70,4 %). Из 91 активных работали 86 человек (49 мужчин и 37 женщин), безработных было 5 (1 мужчина и 4 женщины). Среди 25 неактивных 7 человек были учениками или студентами, 12 — пенсионерами, 6 были неактивными по другим причинам.

## Фотогалерея
- Церковь Сен-Жан
- Мэрия
- Военный мемориал
- Карта коммуны